# 阿里山灰木
阿里山灰木（学名：Symplocos arisanensis）为灰木科灰木屬下的一个种。

## 扩展阅读
- 維基物種上的相關：阿里山灰木